# عبد الرزاق العدساني
عبد الرزاق محمد صالح العدساني (1936 - 27 أبريل 2021)؛ شاعر كويتي. ولد في مدينة الكويت. درس الثانوية وكان مُهتمًا في الشعر والأدب، فحفظ الكثير من عيون الشعر العربي القديم. عمل موظّفًا مدّة ثم تقاعد. برع في التلحين بالإضافة إلى الشعر. وله ديوان شعر بعنوان ديوان العدساني 1989.

## سيرته
ولد عبد الرزاق محمد صالح العدساني في مدينة الكويت عام 1936. بدأ دراسته في المدرسة القبلية وأتمها في المدرسة المباركية. ظهر ميله إلى الأدب والشعر في فترة مبكرة فحفظ الكثير من الشعر الجاهلي والشعر الإسلامي والأموي والعباسي وتكونت لديه حصيلة قوية لاطلاعه على دواوين شعراء هذه العصور. بدأ كتابة الشعر الفصيح والشعبي عام 1953. برع في التلحين وله أكثر من 35 لحنًا واوبريتًا غنائيًا، بالإضافة إلى كتابة الشعر والمقالات الأدبية. كتب العشرات من المقالات في الصحف والمجلات الكويتية والخليجية.

شارك في العديد من المهرجانات الشعرية التي عقدت في الكويت والعالم العربي وحتى أواخر الثمانينات. عمل في وزارة الإشعال من 1953 إلى 1956 ثم بوزارة التربية من 1956 حتى تقاعد في عام 1983.

## مؤلفاته
من مؤلفاته:
- ديوان العدساني 1989[5]
- الجديد في علم العروض
- شاعر الأطلال محمد بن لعبون (حياته وشعره)
- دراسات جديد العروض (بالشعر الشعبي الكويتي)
- نُشرت عنه دراسات موسعة في الموسيقى والألحان، وكتب عن شعره فيصل السعد في مجلة الرسالة (1989)

## وصلات خارجية
- عبد الرزاق العدساني على موقع أرشيف الشارخ.
- صفحة عبد الرزاق العدساني في موقع مؤسسة عبد العزيز سعود البابطين للإبداع الشعري